# Walter Diemer
Walter Diemer (Filadelfia, Pensilvania, 8 de enero de 1905 - 8 de enero de 1998) fue el inventor de la goma de mascar globera.

## Biografía
Nacido y criado en Filadelfia, Pensilvania, Diemer estaba trabajando como contador en Fleer (una compañía de goma de mascar), en el año 1926 cuando el presidente de la compañía trató de reducir los costos haciendo su propia goma base. El fundador de la compañía, Frank Henry Fleer, había hecho previamente un lote de goma de mascar en el año 1906 que llamó "Blibber Blubber", pero era demasiado pegajoso y se rompía con facilidad.
A pesar de ser un contador de profesión, a Diemer le gustaba experimentar con recetas de goma en su tiempo libre. De este modo, se tropezó accidentalmente con una receta única. El chicle era de color rosa porque esté era el único colorante de alimentos en la fábrica, esta es la razón por la que la mayoría de las gomas hoy son de color rosa.
En comparación con la goma de mascar estándar, la goma era menos pegajosa, no se adhería a la cara, y sin embargo se extendía más fácilmente. Diemer vio las posibilidades, y con una máquina, envolvió un centenar de piezas de su creación para hacer una prueba de mercado en una tienda de dulces local. Con un precio de un centavo por pieza, las gomas se agotaron en un día.
Fleer comenzó a comercializar el nuevo chicle como "Dubble Bubble" y Diemer enseñó por sí mismo a los vendedores a hacer burbujas. Esto les ayudó a demostrar cómo Dubble Bubble difería de todos los demás gomas de mascar.
A un centavo por pieza, las ventas de Dubble Bubble superaron los US$ 1.5 millones en el primer año. Diemer no patentó su invento y la competencia muy pronto surgió convirtiendo la goma de mascar en una golosina popular y barata durante la Gran Depresión.
De acuerdo con su segunda esposa, Florence, nunca Walter Diemer recibió regalías por su invento, pero no le importaba. Ella también dijo que supervisó la construcción de las plantas de goma de mascar en Filadelfia y en Barcelona, España, y viajó por todo el mundo comercializando la goma de mascar. Se quedó en Fleer durante décadas, hasta alcanzar la posición de vicepresidente ejecutivo, así como miembro de la Junta de Directores de Fleer Corporation. Se retiró en 1970, y permaneció en la junta durante 15 años más. Tras la muerte de su primera esposa Adelaida en 1990, Diemer montó alrededor de su pueblo en un triciclo grande, repartiendo goma de mascar a los niños.
Murió de insuficiencia cardíaca congestiva, el día de su cumpleaños número 93. Saturday Night Live gastó una broma diciendo que su cuerpo fue encontrado atrapado debajo de un asiento de cine.